# Amphiptera pacifica
La ballena de Giglioli (Amphiptera pacifica) es una supuesta especie de ballena observada por Enrico Hillyer Giglioli. Es descrita como teniendo dos aletas dorsales. La especie no es reconocida por la comunidad científica en general.

## Reportes
El 4 de septiembre de 1867 en un barco llamado el Magenta aproximadamente a 1200 millas de la costa de Chile, el zoólogo avistó una especie de ballena qué no podía reconocer. Estaba muy cerca del barco (tan cerca que se le hubiera podido disparar con un cañón) y pudo ser observada por unos quince minutos, dejando a Giglioli hacer observaciones muy detalladas. La ballena era muy similar a un rorcual de unos 60 pies (18 m) a lo mucho con un cuerpo alargado, pero la diferencia más notable era la presencia de dos aletas dorsales grandes con aproximadamente 6.5 pies (2 m) de separación. Ninguna ballena conocida tiene aletas dorsales gemelas; el rorcual solo tiene una aleta y otras ballenas no tienen ninguna. Otras características inusuales incluyen la presencia de dos aletas en forma de hoz y la carencia de los surcos en la garganta baja característicos de los rorcuales.
Otro reporte de una ballena similar y de aproximadamente el mismo tamaño fue registrado por el barco de pesca Lily  en la costa de Aberdeenshire en Escocia el año siguiente. En 1983 entre Córcega y el territorio francés, el zoólogo francés Jacques Maigret avisto una criatura similar.

## Existencia

### Clasificación
A pesar de que no se comprobado su existencia, se le dio una "clasificación " por Giglioli. Aun así, los científicos probablemente la clasifiquen dentro de los Balaenopteridae, grandes ballenas barbadas.

### Posibles explicaciones
La ballena pudo haber sido una mutación genética, similar a los humanos nacidos con polidactilia. Otro críptido con dos aletas dorsales es el mítico delfín rinoceronte.

### Balleneros
Dado el presunto tamaño (60 pies) y características (se parece a un rorcual), es extremadamente improbable que tal especie no haya sido atrapada (e informado) por los balleneros comerciales modernos. Si los animales existen, es probable que sea un individuo malformado más que una especie nueva.